# Kurt-Peter Müller
Kurt-Peter Müller (* 10. März 1894 in Offenburg, Baden; † 11. Februar 1993 in Pfullingen) war ein deutscher Generalarzt sowie SS-Brigadeführer und Generalmajor der Waffen-SS.

## Leben
Müller stammte aus Baden-Württemberg und nach einem Medizinstudium zum Dr. med. promovierte, ehe er am Ersten Weltkrieg teilnahm. Er wurde u. a. als Feldarzt in einem türkischen Lazarett während der Schlacht um Gallipoli eingesetzt. Nach dem Krieg war er Mitglied eines Freikorps.
Bis 1936 lebte er in Brasilien. Zum 1. Dezember 1934 trat er der NSDAP bei (Mitgliedsnummer 3.592.299) und schloss sich auch der SS an (SS-Nummer 278.038). Müller konnte danach im Sanitätswesen der SS aufsteigen. So wurde er im April 1939 Leiter der Medizinischen Akademie der SS in Berlin; 1940 wurde er zum SS-Obersturmbannführer befördert. Zudem war er im Zeitraum des Frankreichfeldzugs in der Sanitätsabteilung der SS-Verfügungsdivision tätig. Nach der Verlegung der Medizinischen Akademie nach Graz war Müller auch dort weiter als Leiter aktiv. In seiner Dienstzeit kam es dort auch zu Übungsoperationen an KZ-Häftlingen, die diese in vielen Fällen nicht überlebten. Im Mai 1942 wurde Müller schließlich zum SS-Standartenführer befördert und als Truppenarzt zur SS-Sanitäts-Abteilung 7 der 7. SS-Freiwilligen-Gebirgs-Division „Prinz Eugen“ versetzt.  Diese Einheit, die überwiegend aus sog. Volksdeutschen bestand, wurde bis zum Kriegsende aktiv bei Aktionen gegen Partisanen verwendet. Noch im Februar 1945 wurde Müller zum SS-Brigadeführer und Generalmajor der Waffen-SS befördert und zum Truppenarzt des V. SS-Freiwilligen-Gebirgskorps ernannt. Nach der Schlacht um die Seelower Höhen und der Einkesselung des Korps im Kessel von Halbe geriet Müller bei Kriegsende in sowjetische Kriegsgefangenschaft. Diese verbrachte er überwiegend im Kriegsgefangenenlager 5110/48 Woikowo; im Oktober 1955 wurde er entlassen.
Nach der Entlassung war er als Mediziner am Gesundheitsamt Reutlingen tätig, bis er 1965 in den Ruhestand trat. Seinen 96. Geburtstag feierte er nach Angaben in der Zeitschrift Der Kamerad mit ehemaligen Weggefährten.
Zu einer Anklage aufgrund seiner Tätigkeit als SS-Arzt oder aufgrund seines Einsatzes auf dem Balkan kam es nicht. Müller starb 1993.

## Auszeichnungen
- Eisernes Kreuz II. Klasse (1914)
- Eiserner Halbmond
- Ehrenzeichen für Frontkrieger
- Landesorden von Baden-Württemberg
- Kriegsverdienstkreuz II. Klasse mit Schwertern
- Orden der Krone König Zvonimirs
- Ehrendegen des Reichsführers-SS
- SS-Ehrenring